# Charlie Davey
Charles „Charlie“ Frederick Davey (* 27. August 1886 in Croydon; † 7. Oktober 1964 in Beckenham, Greater London) war ein britischer Radrennfahrer.
Als Jugendlicher spielte Charlie Davey Fußball und betrieb Leichtathletik. Zum Radsport kam er erst, als er Ende 20 war. 1910 wurde er Mitglied des Vegetarian Cycling and Athletic Club und später des Addiscombe CC, den er mitbegründet hatte. Nach ersten Erfolgen in den Jahren 1911 und 1912 wurde er für das englische Team für die Olympischen Spiele 1912 in Stockholm nominiert, das eins von drei britischen Teams war. Obwohl seine Zeit vom olympischen Straßenrennen rund um den Mälaren-See nicht in die Mannschaftswertung im Straßenrennen einbezogen wurde, erhielt er wie seine Mannschaftskameraden eine Silbermedaille.
Seine Radsport-Karriere wurde vom Ersten Weltkrieg unterbrochen, während dessen Davey als Marinesoldat auf den Orkney-Inseln stationiert war. Nach dem Krieg nahm er den Radsport wieder auf und war Ersatzmann für die Olympischen Spiele 1920 in Antwerpen. 1921 startete er bei den ersten Straßenweltmeisterschaften und errang die Bronzemedaille; im Jahr darauf, bei der Straßen-WM in Liverpool, wurde er erneut Dritter und errang gemeinsam mit dem britischen Team die Goldmedaille in der Mannschaftswertung.
1923, im Alter von 36 Jahren, unterzeichnete Charlie Davey einen Vertrag als Profi. Er wurde Sechster beim prestigeträchtigen 24-Stunden-Rennen Bol d’Or auf der Buffalo-Radrennbahn und stellte eine Reihe von Rekorden bei Fernfahrten in seinem Heimatland auf, so etwa für die Strecke von Land’s End nach London mit einer Zeit von 17 Stunden und 29 Minuten. In seinem letzten Jahr als Rennfahrer stellte er, nun 40-jährig, zudem Rekorde für die Strecken London-Portsmouth und zurück sowie für London-Bath und zurück auf. Anschließend beendete er seine Radsport-Karriere und war in den folgenden 30 Jahren als Kommissär und Zeitnehmer weiterhin dem Radsport verbunden.
Vom Addiscombe Cycling Club wurde Davey 1959 mit einem vergoldeten Schraubenschlüssel geehrt; im selben Jahr erfolgte sein Eintrag in das Golden Book of Cycling.